# The MET (Bangkok)
The MET ist ein Wolkenkratzer in Bangkok, Thailand.
Er liegt in Bangkoks Stadtteil Sathon an der 123 South Sathorn Road mit direktem Zugang zur Thanon Sathorn Thai („Südliche Sathorn-Straße“). In der Nähe befinden sich die Botschaft von Singapur und die Chong-Nonsi-Station des Bangkok Skytrain.
The MET ist 228 Meter hoch und besitzt 69 Stockwerke, in denen 370 Luxus-Eigentumswohnungen untergebracht sind. Die Wohneinheiten liegen zwischen 92 und 408 m² Wohnfläche; das Penthouse hat 546 m². Besonderheit ist in dieser Anlage die lichte Raumhöhe von 2,90 Meter. Die gesamte Wohnfläche beträgt 68.803 m².
Erbaut wurde er von Oktober 2005 bis März 2009 nach Plänen der Architekturbüros WOHA Architects Pte. Ltd. und Tandem Architects Co. Ltd. Bauherr ist die renommierte Hotel Properties Limited Gruppe (HPL).
Das Anwesen bietet eine umfassende Palette von Luxus-Einrichtungen, einschließlich getrennter Drop-off-Bereiche und Foyers, große Gartenlandschaft, einen 50-Meter-Pool, Fitness-Center mit Satelliten-Fitness-Studio, Dachterrasse, Bibliothek, Grillplatz und zwei Tennisplätze.

## Preise und Auszeichnungen
- Emporis Skyscraper Award, 3. Platz = Bronze.
- 2010 gewann das Wohnhochhaus »The Met« den mit 50.000 Euro dotierten Internationalen Hochhaus Preis (IHP) nachdem es bereits 2009 mit dem Preis des Präsidenten von Singapur für Design und dem Preis des World Architecture Festival in der Kategorie Entwicklung im Wohnungsbau ausgezeichnet worden war.

## Beteiligte Firmen
- Kone Corporation A.G.: finnischer Aufzugsanlagen- und Fahrtreppenproduzent